# Кубок Тото 2019—2020
Кубок Тото 2019–2020 — 35-й розіграш Кубка Тото. Титул втретє здобув Бейтар (Єрусалим).

## Формат змагань
На першому етапі команди за географічним принципом поділені на дві групи по 5 учасників. Два переможці груп проходять до півфіналів, інші команди - до кваліфікаційних матчів. Учасники єврокубків сезону 2019/2020 не змагаються у груповому турнірі. Маккабі (Тель-Авів) та Бней-Єгуда у матчі за Суперкубок Ізраїлю, а також Маккабі (Хайфа) та Хапоель (Беер-Шева) у матчі між командами-учасниками Ліги Європи 2019/2020 визначають ще двох півфіналістів Кубка Тото.

## Груповий етап
Матчі пройшли з 27 липня по 12 серпня 2019 року.

### Група А
| М  | Команда                      | І | В | Н | П | МЗ | МП | РМ | О |
| -- | ---------------------------- | - | - | - | - | -- | -- | -- | - |
| 1. | Хапоель Іроні (Кір'ят-Шмона) | 4 | 3 | 0 | 1 | 8  | 7  | +1 | 9 |
| 2. | Маккабі (Нетанья)            | 4 | 2 | 1 | 1 | 5  | 3  | +2 | 7 |
| 3. | Хапоель (Хадера)             | 4 | 1 | 2 | 1 | 6  | 6  | 0  | 5 |
| 4. | Хапоель (Хайфа)              | 4 | 1 | 1 | 2 | 6  | 6  | 0  | 4 |
| 5. | Хапоель (Кфар-Сава)          | 4 | 0 | 2 | 2 | 4  | 7  | −3 | 2 |

Результати
| Команда                | ХХЙ | ХХД | МНЕ | ХКШ | ХКС |
| ---------------------- | --- | --- | --- | --- | --- |
| Хапоель (Хайфа)        |     | 1-2 | *   | 4-1 | *   |
| Хапоель (Хадера)       | *   |     | 1-1 | 1-2 | *   |
| Маккабі (Нетанья)      | 2-0 | *   |     | *   | 1-0 |
| Хапоель (Кір'ят-Шмона) | *   | *   | 2-1 |     | 3-1 |
| Хапоель (Кфар-Сава)    | 1-1 | 2-2 | *   | *   |     |

### Група B
| М  | Команда             | І | В | Н | П | МЗ | МП | РМ | О  |
| -- | ------------------- | - | - | - | - | -- | -- | -- | -- |
| 1. | Бейтар              | 4 | 3 | 1 | 0 | 6  | 2  | +4 | 10 |
| 2. | Ашдод               | 4 | 2 | 2 | 0 | 9  | 5  | +4 | 8  |
| 3. | Секція Нес-Ціона    | 4 | 1 | 2 | 1 | 4  | 4  | 0  | 5  |
| 4. | Хапоель (Раанана)   | 4 | 1 | 1 | 2 | 3  | 7  | −4 | 4  |
| 5. | Хапоель (Тель-Авів) | 4 | 0 | 0 | 4 | 4  | 8  | −4 | 0  |

Результати
| Команда             | АШД | БЕЙ | СЕК | ХРА | ХТА |
| ------------------- | --- | --- | --- | --- | --- |
| Ашдод               |     | *   | 1-1 | *   | 3-2 |
| Бейтар              | 1-1 |     | 2-1 | *   | *   |
| Секція Нес-Ціона    | *   | *   |     | 0-0 | 2-1 |
| Хапоель (Раанана)   | 1-4 | 0-2 | *   |     | *   |
| Хапоель (Тель-Авів) | *   | 0-1 | *   | 1-2 |     |

## Кваліфікаційні матчі

### Суперкубок Ізраїлю
| 20 липня 2019 20:30 (EEST) |

| Маккабі (Тель-Авів) | 1:0      | Бней-Єгуда |
| ------------------- | -------- | ---------- |
| Шоенфельд 28'       | Протокол |            |

| Га-Мошава, Петах-Тіква Глядачів: 8 169 Арбітр: Елі Хакмон |

### Матч між учасниками Ліги Європи
| Команда 1       | Рахунок | Команда 2           |
| --------------- | ------- | ------------------- |
| 21 липня 2019   |         |                     |
| Маккабі (Хайфа) | 0:1     | Хапоель (Беер-Шева) |

### Матч за 13-14 місця
| Команда 1           | Рахунок | Команда 2           |
| ------------------- | ------- | ------------------- |
| 19 серпня 2019      |         |                     |
| Хапоель (Тель-Авів) | 2:3     | Хапоель (Кфар-Сава) |

### Матч за 11-12 місця
| Команда 1         | Рахунок | Команда 2       |
| ----------------- | ------- | --------------- |
| 17 серпня 2019    |         |                 |
| Хапоель (Раанана) | 1:0     | Хапоель (Хайфа) |

### Матч за 9-10 місця
| Команда 1        | Рахунок      | Команда 2        |
| ---------------- | ------------ | ---------------- |
| 17 серпня 2019   |              |                  |
| Секція Нес-Ціона | 0:0 пен. 8:9 | Хапоель (Хадера) |

### Матч за 7-8 місця
| Команда 1         | Рахунок | Команда 2       |
| ----------------- | ------- | --------------- |
| 17 серпня 2019    |         |                 |
| Маккабі (Нетанья) | 1:2     | Маккабі (Хайфа) |

### Матч за 5-6 місця
| Команда 1      | Рахунок      | Команда 2  |
| -------------- | ------------ | ---------- |
| 19 серпня 2019 |              |            |
| Ашдод          | 1:1 пен. 4:2 | Бней-Єгуда |

## 1/2 фіналу
| Команда 1                    | Рахунок | Команда 2           |
| ---------------------------- | ------- | ------------------- |
| 18 серпня 2019               |         |                     |
| Хапоель Іроні (Кір'ят-Шмона) | 0:1     | Маккабі (Тель-Авів) |
| Бейтар                       | 3:1     | Хапоель (Беер-Шева) |

## Фінал
| 24 вересня 2019 20:15 (EEST) |

| Маккабі (Тель-Авів) | 0:2      | Бейтар (Єрусалим)      |
| ------------------- | -------- | ---------------------- |
|                     | Протокол | Варанн 87' Магбо 90+5' |

| Стадіон «Нетанья», Нетанья Глядачів: 11 000 Арбітр: Зів Адлер |